# Сераково (Слупецький повіт)
Сераково (пол. Sierakowo) — село в Польщі, у гміні Стшалково Слупецького повіту Великопольського воєводства.
Населення — 119 осіб (2011).
У 1975—1998 роках село належало до Конінського воєводства.

## Демографія
Демографічна структура станом на 31 березня 2011 року:
|          | Загалом | Допрацездатний вік | Працездатний вік | Постпрацездатний вік |
| -------- | ------- | ------------------ | ---------------- | -------------------- |
| Чоловіки | 64      | 17                 | 42               | 5                    |
| Жінки    | 55      | 13                 | 34               | 8                    |
| Разом    | 119     | 30                 | 76               | 13                   |